# Жанакорган
Жанакорган (каз. Жаңақорған) — посёлок в Жанакорганском районе Кызылординской области Казахстана. Административный центр Жанакорганского сельского округа. Код КАТО: 434030100.

## Географическое положение
Посёлок расположен в 200 км к юго-востоку от областного центра города Кызылорды, в 103 км к северо-западу от города Туркестана, на правобережной равнине Сырдарьи, в 3 км от основного русла.
Железнодорожная станция на Ташкентском ходу.. Автодорога Самара — Ташкент.
Грязелечебный курорт, функционирующий круглогодично с 1918 года, санаторий «Жанакорган». Основными лечебными средствами являются сульфидная иловая грязь, сульфатно-хлоридная магниево-натриевая рапа озера Терескен, которые хорошо способствует лечению заболеваний нервной системы, опорно-двигательного аппарата, гинекологических и др.

## Население
В 1999 году население села составляло 20708 человек (10460 мужчин и 10248 женщин). По данным переписи 2009 года, в селе проживало 22716 человек (11344 мужчины и 11372 женщины).
На начало 2019 года, население села составило 27564 человека (14116 мужчин и 13448 женщин).

## История
Крепость Яны-Курган была построена по распоряжению кокандцского хана Умар-хана в 40-х годах XIX века.
В 1841 году крепость осаждалась восставшими казахами под руководством Кенесары Касымова
23 сентября 1861 года взята российским отрядом под командованием генерала Дебу.
С 1934 по 1947 год в Яны-Кургане отбывал ссылку митрополит Кирилл, священномученик Чимкентский. В 1936 году в селе родился Жахан Уалишерович Аханов, советский и казахский учёный-почвовед.
В 1957 году в селе родился Умаров Калила Немтович , кинорежиссер, режиссер снявший первый док. фильм про Великий Джут и Алашорду.
8 сентября 1992 года транскрипция названия Яныкурганского района на русском языке была изменена на Жанакорганский район, а села Яныкурган — на Жанакорган.

## Галерея
- Жанакорган
- Железнодорожный вокзал
- Жанакорган
- Жанакорган